# 528 a.C.

## Eventos
- 63a olimpíada: Parmênides de Camarina, vencedor do estádio.[1] Camarina, na Sicília, era uma colônia de Siracusa.[2]